# Астрагал мінливий
Астрага́л мінли́вий (Astragalus varius) — вид трав'янистих рослин з родини бобових, поширений у Євразії від колишньої Югославії до західного Сибіру й західного Казахстану.

## Опис
Багаторічна рослина 20–60 см. Листки до 10 см завдовжки, з 5–10 пар довгастих, довгасто-еліптичних, довгасто-лінійних або лінійно-ланцетних листочків. Китиці 10–15 см завдовжки. Віночок 18–20 мм довжиною. Боби 12–20 мм довжиною.

## Поширення
Поширений у Євразії від колишньої Югославії до західного Сибіру й західного Казахстану.
В Україні вид зростає на пісках і супіщаних ґрунтах — на півдні Лісостепу і в Степу, зазвичай; у Криму, рідко.